# Robert McNair Ferguson
Robert McNair Ferguson (1829-1912) va ser un matemàtic escocès, un dels fundadors de la Societat Matemàtica d'Edimburg
Fill d'un prestador, va ser educat al Free Church Training College (Edimburg). Va estudiar filosofia natural a la universitat d'Edimburg i, després, a la universitat de Heidelberg on li va ser atorgat un doctorat el 1855, essent el seu tutor Robert Bunsen. Des de 1858 fins a la seva jubilació el 1898 va ser cap d'estudis de l'Institut d'Edimburg, on va ensenyar entre d'altres al futur economista  William Cunningham. Va perdre una cama el 1897 en una explosió en el laboratori escolar.
Va ser membre fundador de la Societat Matemàtica d'Edimburg el 1883 i en va ser elegit el seu president el bienni 1885-1886.